# Antonia Nantel
Antonia Nantel, ou Antonia Nantel David, née le 14 avril 1886 à Saint-Jérôme et morte le 6 décembre 1955 à Montréal, est une administratrice et mécène québécoise. Elle est la femme d'Athanase David et la mère de Paul David. Elle a joué un rôle important dans la création de la Société des concerts symphoniques de Montréal dont découlera l'Orchestre symphonique de Montréal et est considérée comme cofondatrice de l'organisme.

## Biographie
Antonia Nantel naît à Saint-Jérôme dans les Laurentides en 1886 de l'union de Guillaume-Alphonse Nantel et d'Emma Tassé. Son père est alors député conservateur de Terrebonne à l'Assemblée législative du Québec. Elle étudie le piano à Montréal puis entre au Conservatoire de Paris pour étudier l'opéra. Elle prévoit dans un premier temps faire une carrière lyrique jusqu'à sa rencontre avec l'homme politique Athanase David. 
Après s'être mariée avec ce dernier, elle se consacre au développement de la scène musicale montréalaise. En 1930, elle joue un rôle essentiel dans la constitution du Montreal Orchestra, le premier orchestre symphonique professionnel au Québec, et devient membre de son conseil exécutif. En 1934, elle claque la porte, trouvant les politiques de recrutement des solistes discriminatoires envers les francophones. Elle place ensuite ses efforts dans la création de l'Orchestre symphonique de Montréal avec son mari. En 1936, elle fonde avec Wilfrid Pelletier les Festivals de Montréal, un événement célébrant la musique classique qui perdurera jusqu'en 1965. Elle en assume la présidence de 1939 à 1952. Elle décède en 1955 à Montréal, deux ans après son mari.